# Urojaine, Berîslav
Urojaine (în ucraineană Урожайне) este o comună în raionul Berîslav, regiunea Herson, Ucraina, formată numai din satul de reședință.

## Demografie
Componența lingvistică a comunei Urojaine
     Ucraineană (90,16%)
     Rusă (7,7%)
     Alte limbi (0,49%)
Conform recensământului din 2001, majoritatea populației comunei Urojaine era vorbitoare de ucraineană (90,16%), existând în minoritate și vorbitori de rusă (7,7%).